# Institut des systèmes intelligents et de robotique
L'Institut des Systèmes Intelligents et de Robotique (ISIR) est un laboratoire de recherche pluridisciplinaire qui rassemble des chercheurs et enseignants-chercheurs, relevant des disciplines de la mécanique, l’automatique, le traitement du signal et l’informatique.
L'ISIR est une unité mixte de recherche (UMR7222) commune à Sorbonne université, au CNRS ainsi qu'à l'INSERM, à travers l'Institut des sciences de l'ingénierie et des systèmes (INSIS), institut principal de rattachement, et secondairement à l'Institut des sciences de l'informatiques et de leurs interactions (INS2I) ainsi qu'à l'Institut des sciences biologiques (INSB).
Les travaux de recherche développés à l'ISIR intéressent de très nombreux domaines d’application (robotique de production, d’exploration, militaire, etc …). Ils sont cependant plus particulièrement tournés vers les applications émergentes de la robotique et des systèmes intelligents dans les domaines des sciences du vivant et visent notamment à établir des synergies entre les domaines des sciences de l’ingénieur et de l’information pour faire progresser les capacités cognitives et interactives des robots.